# Belgique aux Jeux européens de 2015
La Belgique est l'une des 50 nations participants aux Jeux européens de 2015, la première édition de ces jeux, se déroulant à Bakou du 12 au 28 juin 2015.
La délégation belge comportera 118 athlètes participant dans 16 sports.

## Médailles et Médaillés
| Sport                   | Discipline                        | Athlète(s)                                     | Performance          | Date    |
| Médailles d'or : 4      |                                   |                                                |                      |         |
| Gymnastique acrobatique | Concours par équipes femmes       | Kaat Dumarey Julie Van Gelder Ineke Van Schoor | 86.480               | 19 juin |
| Gymnastique acrobatique | Statique femmes                   | Kaat Dumarey Julie Van Gelder Ineke Van Schoor | 28.700               | 21 juin |
| Gymnastique acrobatique | Dynamique femmes                  | Kaat Dumarey Julie Van Gelder Ineke Van Schoor | 28.480               | 21 juin |
| Judo                    | Moins de 48 kg femmes             | Charline Van Snick                             | 1-0                  | 25 juin |
| Médailles d'argent : 4  |                                   |                                                |                      |         |
| Badminton               | Simple dames                      | Lianne Tan                                     | 21-18 19-21 9-21     | 28 juin |
| Gymnastique acrobatique | Concours par équipe paires mixtes | Solano Cassamajor Yana Vastavel                | 28.660               | 19 juin |
| Gymnastique acrobatique | Statique paires mixtes            | Solano Cassamajor Yana Vastavel                | 28.930               | 21 juin |
| Gymnastique acrobatique | Dynamique paires mixtes           | Solano Cassamajor Yana Vastavel                | 28.690               | 21 juin |
| Médailles de bronze : 3 |                                   |                                                |                      |         |
| Judo                    | Moins de 73 kg hommes             | Dirk Van Tichelt                               | 10s3-0s3 (Repêchage) | 26 juin |
| Judo                    | Moins de 100 kg hommes            | Toma Nikiforov                                 | 100-0s1 (Repêchage)  | 27 juin |
| Taekwondo               | Moins de 58 kg hommes             | Si Mohamed Ketbi                               | 5-4                  | 16 juin |

## Légende
- Barré : éliminé
- Souligné : qualifié
- (T) : Qualifié au temps
- DNS : Did Not Start (N'a pas commencé)
- DNF : Did Not Finish (N'a pas fini)
- MJ : Matchs Joués
- V : Victoire
- D : Défaite
- PP : Points Pour
- PC : Points Contre

## Tir à l'arc
| Athlète         | Compétition | Qualifications'(tour 1 , tour 2 , total)' | Qualifications'(tour 1 , tour 2 , total)' | Qualifications'(tour 1 , tour 2 , total)' | Tour 1 (adversaire, score) | Tour 1 (adversaire, score) | Tour 2 (adversaire, score) | Tour 2 (adversaire, score) | Tour 3 |
| Robin Ramaekers | individuel  | 328                                       | 333                                       | 661 (21e)                                 | Fatih Bozlar               | 6 - 4                      | Miguel Alvarino Garcia     | 0 - 6                      | /      |

Phase finale :
| Athlète         | Quarts (adversaire, score) | Demi (adversaire, score) | Finale (adversaire, score) |
| --------------- | -------------------------- | ------------------------ | -------------------------- |
| Robin Ramaekers | /                          | /                        | /                          |

## Badminton

### Qualifications
| Athlète                        | Compétition       | Qualification (M1)               | Qualification (M1)          | Q (M2)                           | Q (M2)                      | Q(M3)                              | Q(M3)                       |
| ------------------------------ | ----------------- | -------------------------------- | --------------------------- | -------------------------------- | --------------------------- | ---------------------------------- | --------------------------- |
| Lianne Tan                     | Simples Dames     | Kristine Sefere                  | 2-0(21-11 / 11-8)           | Kati Tolmoff                     | 2-1(17-21 / 21-12 / 21-13)  | Chloe Magee                        | 2-1 (11-21 / 22-20 / 21-12) |
| Flore VandenhouckeSteffi Annys | Doubles Dames     | Ieva Pope Kristine Sefere        | 2-0 (21-13 / 21-17)         | Gabriela Stoeva Stefani Stoeva   | 2-0 (21-7 / 21-11)          | Natalya Voytsekh Yelyzaveta Zharka | 2-0(21-18 / 21-17)          |
| Matijs DiericksFreek Golinski  | Doubles Messieurs | Liliyan Mihaylov Mihail Mihaylov | 2-0(21-6 / 21-15)           | Gennadiy Natarov Artem Pochtarev | 2-0 (23-21 / 22-20)         | Milosz Bochat Pawel Pietryja       | 2-0(21-16 / 22-20)          |
| Floris OleffeSteffi Annys      | Doubles Mixtes    | Oliver Schaller Celine Burkart   | 2-1 (13-21 / 23-21 / 25-23) | Vitalij Durkin Nina Vislova      | 2-0(21-5 / 21-8)            | Pawel Pietryja Aneta Wojtkowska    | 0-2(17-21/ 10-21)           |
| Yuhan Tan                      | Simples Messieurs | Gergely Krausz                   | 0-2(15-21 / 13-21)          | Evans Scott                      | 2-1 (14-21 / 21-13 / 21-13) | Georgios Charalambidis             | 2-0 (21-10 / 21-12)         |

### Phase Finale
| Athlète                         | Huitièmes         | Huitièmes           | Quarts                    | Quarts                      | Demi            | Demi                       | Finale           | Finale                     |
| ------------------------------- | ----------------- | ------------------- | ------------------------- | --------------------------- | --------------- | -------------------------- | ---------------- | -------------------------- |
| Lianne Tan                      | Kristina Gavnholt | 0-2 (16-21 / 18-21) | Delphine Lansac           | 1-2 (21-16 / 16-21 / 15-21) | Clara Azurmendi | 1-2 (21-16/ 19-21 / 13-21) | Line Kjaersfeldt | 2-1 (18-21 / 21-19 / 21-9) |
| Yuhan Tan                       | Michal Rogalsky   | 0-2 (11-21 / 16-21) | Kestutis Navickas         | 2-0(21-14 / 21-6)           | /               | /                          | /                | /                          |
| Matijs Diericks Freek Golinski  | /                 | /                   | Joshua Magee Sam Magee    | 2-1(23-21 / 19-21 / 21-15)  | /               | /                          | /                | /                          |
| Flore Vandenhoucke Steffi Annys | /                 | /                   | Lena Grebak Maria Helsbol | 2-1(14-21 / 21-12 / 21-10)  | /               | /                          | /                | /                          |

## Basket-ball

### Tournoi Masculin
La Belgique fera partie de la poule B comprenant l'Espagne, la Russie et la Turquie.
Sélection :
| Athlète        |
| -------------- |
| Nick Celis     |
| Anthony Chada  |
| Domien Loubry  |
| Thierry Mariën |

Classement (Qualifications) :
| # | Équipe   | G | P | PP | PC | Diff |
| - | -------- | - | - | -- | -- | ---- |
| 1 | Russie   | 3 | 0 | 61 | 46 | +15  |
| 2 | Espagne  | 2 | 1 | 55 | 41 | +14  |
| 3 | Belgique | 1 | 2 | 46 | 61 | -15  |
| 4 | Turquie  | 0 | 3 | 47 | 61 | -14  |

Matchs :
bat  (21 - 12)
bat (21 - 20)
bat (20 - 13)
Huitièmes de finale :
bat  (21 - 12)

### Tournoi Féminin
La Belgique fera partie de la poule B comprenant la République tchèque, la Turquie et l'Ukraine
Sélection :
| Athlète             |
| ------------------- |
| Hind Ben Abdelkader |
| Sara Leeman         |
| Anne-Sophie Strubbe |
| Ann Wauters         |

Classement (Qualifications) :
| # | Équipe             | G | P | PP | PC | Diff |
| - | ------------------ | - | - | -- | -- | ---- |
| 1 | Ukraine            | 3 | 0 | 51 | 34 | +17  |
| 2 | République Tchèque | 2 | 1 | 51 | 32 | +19  |
| 3 | Belgique           | 1 | 2 | 46 | 45 | +1   |
| 4 | Turquie            | 0 | 3 | 26 | 59 | -33  |

Matchs :
bat (19 - 9)
bat (19 - 15)
bat (17 - 12)
Huitièmes de finale :
bat (14 - 11)

## Boxe
| Athlète            | Compétition | 1/16 de finale (adversaire, score) | 1/16 de finale (adversaire, score) | 1/8 de finale | Quarts | Demi | Finale |
| ------------------ | ----------- | ---------------------------------- | ---------------------------------- | ------------- | ------ | ---- | ------ |
| Dodji Kodjo Ayigah | 56 kg       | Viliam Tanko                       | 0 - 3                              | /             | /      | /    | /      |
| Anas Messaoudi     | 69 kg       | Vasilii Belous                     | 1 - 2                              | /             | /      | /    | /      |

## Canoë-kayak
| Athlète              | Catégorie       | Qualifications | Demi           | Finale A       | Finale B      |
| -------------------- | --------------- | -------------- | -------------- | -------------- | ------------- |
| Lize Broekx          | K1-500M Dames   | 1:55.356 (4e)  | 1:53.113 (8e)T | /              | 2:08.829 (4e) |
| Lize Broekx          | K1-5000M Dames  | /              | /              | 23:30.600 (6e) | /             |
| Jonathan Delombaerde | K1-200M Hommes  | 35.891 (4e)    | 34.997 (2e)    | /              | 36.850 (9e)   |
| Laurens Pannecoucke  | K1-1000M Hommes | 3:39.673 (4e)  | 3:29.689 (5e)  | /              | 3:36.092 (3e) |
| Laurens Pannecoucke  | K1-5000M Hommes | /              | /              | 21:29.569 (8e) | /             |

## Cyclisme

### Cyclisme sur route
| Athlète           | Compétition                 | Temps         | Rang |
| ----------------- | --------------------------- | ------------- | ---- |
| Jessie Daams      | Course en ligne - Dames     | 3:25:53       | 16e  |
| Sofie de Vuyst    | Course en ligne - Dames     | 3:25:53       | 12e  |
| Kelly Druyts      | Course en ligne - Dames     | 3:34:09       | 43e  |
| Ann-Sophie Duyck  | Course en ligne - Dames     | 3:34:09       | 48e  |
| Ann-Sophie Duyck  | Contre-la-Montre - Dames    | 34:05.21      | 7e   |
| Kaat Hannes       | Course en ligne - Dames     | 3:34:09       | 51e  |
| Tiesj Benoot      | Course en ligne - Messieurs | abandon (DNF) | /    |
| Tom Boonen        | Course en ligne - Messieurs | 5:27:29       | 6e   |
| Jens Keukeleire   | Course en ligne - Messieurs | 5:28:26       | 19e  |
| Stijn Vandenbergh | Course en ligne - Messieurs | abandon (DNF) | /    |
| Maarten Wynants   | Course en ligne - Messieurs | abandon (DNF) | /    |
| Bart De Clercq    | Course en ligne - Messieurs | 5:33:56       | 43e  |

### VTT
| Athlète     | Compétition     | Temps   | Rang |
| ----------- | --------------- | ------- | ---- |
| Jeff Luyten | VTT - Messieurs | Abandon | /    |
| Sven Nys    | VTT - Messieurs | 1:52:31 | 23e  |

### BMX
| Athlète              | Compétition     | Qualifications | Qualifications | Contre la montre Super Finale | Contre la montre Super Finale | Motos  | Motos | Finale | Finale |
| Athlète              | Compétition     | Temps          | Rang           | Temps                         | Rang                          | Points | Rang  | Temps  | Rang   |
| -------------------- | --------------- | -------------- | -------------- | ----------------------------- | ----------------------------- | ------ | ----- | ------ | ------ |
| Jone Vangoidsenhoven | BMX - Dames     | abandon (DNS)  | /              | /                             | /                             | /      | /     | /      | /      |
| Elke Vanhoof         | BMX - Dames     | 37.274         | 1re            | 36.628                        | 1re                           | 7      | 3e    | 51.360 | 7e     |
| Ghinio Van de weyer  | BMX - Messieurs | 35.556         | 24e            | /                             | /                             | 18     | 6e    | /      | /      |

## Escrime

### Qualifications
| Athlète              | Q (M1)        | Q (M1) | Q (M2)             | Q (M2) | Q (M3)             | Q (M3) | Q (M4)           | Q (M4) | Q (M5)          | Q (M5) | Rang (poule)      |
| -------------------- | ------------- | ------ | ------------------ | ------ | ------------------ | ------ | ---------------- | ------ | --------------- | ------ | ----------------- |
| Alexandra Gevaert    | Bianca Pascu  | 2-5    | Olga Zhovnir       | 5-2    | Viktoriya Kovaleva | 5-1    | Aliya Itzkowitz  | 5-2    | Sevil Bunyatova | 5-3    | 6e 5MJ - 5D       |
| Delphine Groslambert | Alice Volpi   | 5-1    | Franziska Schimitz | 5-1    | Irem Karamete      | 1-5    | Gaelle Gebet     | 2-5    | Marcela Dajcic  | 5-2    | 3e 5MJ - 3V - 2D  |
| Seppe van Holsbeke   | Madalin Bucur | 5-3    | Ilya Motorin       | 0-5    | Martin Singer      | 5-4    | Giovanni Repetti | 5-4    | Andriy Yagodka  | 3-5    | 1er 5MJ - 4V - 1D |

| Athlète              | Compétition                  | 1/16 de finale  | 1/16 de finale | 1/8 de finale    | 1/8 de finale | Quarts | Demi | Médaille de bronze | Finale |
| -------------------- | ---------------------------- | --------------- | -------------- | ---------------- | ------------- | ------ | ---- | ------------------ | ------ |
| Alexandra Gevaert    | Sabre individuel - Dames     | /               | /              | /                | /             | /      | /    | /                  | /      |
| Delphine Groslambert | Épée individuel - Dames      | Carolina Erba   | 4-15           | /                | /             | /      | /    | /                  | /      |
| Seppe Van holsbeke   | Sabre individuel - Messieurs | Matthias Willau | 15-8           | Fernando Cesares | 14-15         | /      | /    | /                  | /      |

## Gymnastique

### Gymnastique acrobatique
Qualification :
| Athlètes                                       | Compétition    | Qualification (Statique) (points, rang) | Qualification (Statique) (points, rang) | Qualification (Dynamique) (points, rang) | Qualification (Dynamique) (points, rang) |
| ---------------------------------------------- | -------------- | --------------------------------------- | --------------------------------------- | ---------------------------------------- | ---------------------------------------- |
| Kaat Dumarey Julie Van Gelder Ineke Van Schoor | Groupe - Dames | 29.090                                  | 1res                                    | 28.730                                   | 2es                                      |
| Yana Vastavel Solano Enz Cassamajor            | Mixte          | 28.930                                  | 2es                                     | 28.590                                   | 2es                                      |

Finales :
| Athlètes                                       | Compétition    | Finale (Général) (points, total, rang) | Finale (Général) (points, total, rang) | Finale (Général) (points, total, rang) | Finale (Statique) (points, rang) | Finale (Statique) (points, rang) | Finale (Dynamique) (points, rang) | Finale (Dynamique) (points, rang) |
| ---------------------------------------------- | -------------- | -------------------------------------- | -------------------------------------- | -------------------------------------- | -------------------------------- | -------------------------------- | --------------------------------- | --------------------------------- |
| Kaat Dumarey Julie Van Gelder Ineke Van Schoor | Groupe - Dames | 28.660                                 | 86.480                                 | 1res                                   | 28.700                           | 1res                             | 28.480                            | 1res                              |
| Yana Vastavel Solano Enz Cassamajor            | Mixte          | 28.660                                 | 86.180                                 | 2es                                    | 28.930                           | 2es                              | 28.690                            | 2es                               |

### Gymnastique Artistique
Qualifications :
| Athlète             | Compétition            | Qualification | Qualification  | Qualification | Qualification     | Qualification | Qualification       | Qualification  | Qualification | Qualification | Qualification |
| Athlète             | Compétition            | Sol           | Cheval d'arçon | Anneaux       | Barres Parallèles | Barre Fixe    | Barres asymétriques | Saut de cheval | Poutre        | Total         | Rang          |
| ------------------- | ---------------------- | ------------- | -------------- | ------------- | ----------------- | ------------- | ------------------- | -------------- | ------------- | ------------- | ------------- |
| Gaëlle Mys          | individuel - Dames     | 13.600        | /              | /             | /                 | /             | 13.400              | 13.700         | 13.500        | 53.066        | 16e           |
| Cindy Vandenhole    | individuel - Dames     | 13.333        | /              | /             | /                 | /             | 13.366              | 13.833         | 11.166        | 51.698        | 25e           |
| Lisa Verschueren    | individuel - Dames     | 13.600        | /              | /             | /                 | /             | 12.100              | 13.866         | 11.633        | 52.333        | 22e           |
| Gilles Gentges      | individuel - Messieurs | 13.466        | 12.400         | 13.133        | 13.800            | 13.366        | /                   | 13.566         | /             | 79.731        | 41e           |
| Luka Van den Keybus | individuel - Messieurs | 12.966        | 11.700         | 13.300        | 13.666            | 14.200        | /                   | 13.166         | /             | 78.998        | 43e           |
| Jimmy Verbaeys      | individuel - Messieurs | 14.033        | 13.033         | 12.933        | 13.966            | 14.066        | /                   | 13.766         | /             | 81.797        | 26e           |

Finale Générale :
| Athlète        | Compétition            | Finale | Finale         | Finale  | Finale            | Finale     | Finale              | Finale         | Finale | Finale | Finale |
| Athlète        | Compétition            | Sol    | Cheval d'arçon | Anneaux | Barres Parallèles | Barre Fixe | Barres asymétriques | Saut de cheval | Poutre | Total  | Rang   |
| -------------- | ---------------------- | ------ | -------------- | ------- | ----------------- | ---------- | ------------------- | -------------- | ------ | ------ | ------ |
| Gaëlle Mys     | individuel - Dames     | 13.300 | /              | /       | /                 | /          | 13.233              | 13.766         | 13.500 | 53.799 | 6e     |
| Jimmy Verbaeys | individuel - Messieurs | 14.300 | 13.800         | 12.200  | 14.633            | 13.866     | /                   | 12.866         | /      | 81.665 | 16e    |

Finales par exercices :
| Athlète          | Exercice | Total  | Rang |
| ---------------- | -------- | ------ | ---- |
| Lisa Verschueren | Sol      | 13.566 | 4e   |

### Trampoline
| Athlète            | Compétition            | Qualification (total, rang) | Qualification (total, rang) | Qualification (total, rang) | Qualification (total, rang) | Finale (total, rang) |
| Athlète            | Compétition            | Saut 1                      | Saut 2                      | Total                       | Rang                        | Finale (total, rang) |
| ------------------ | ---------------------- | --------------------------- | --------------------------- | --------------------------- | --------------------------- | -------------------- |
| Ben Van Overberghe | Trampoline - Messieurs | 41.025                      | 51.730                      | 92.755                      | 18e                         | /                    |

## Judo
Il est ici important de rappeler les différentes compétitions. Il y en a 7 pour les hommes et 7 pour les femmes. Celle-ci est choisie en fonction du poids des athlètes.
- Hommes : - 60 kg, - 66 kg, - 73 kg, - 81 kg, - 90 kg, - 100 kg, + 100 kg.
- Femmes : - 48 kg, - 52 kg, - 57 kg, - 63 kg, - 70 kg, - 78 kg, + 78 kg.

0s1 désigne un score nul mais ayant une pénalité,

1s1 un score de 1 ayant une pénalité,

0s2 un score nul ayant 2 pénalités,

IPP désigne un ippon,

YUK désigne un Yuko.
| Athlète              | Compétition | 1/32 de finale (adversaire, score) | 1/32 de finale (adversaire, score) | 1/16 de finale (adversaire, score) | 1/16 de finale (adversaire, score) | 1/8 de finale (adversaire, score) | 1/8 de finale (adversaire, score) |
| -------------------- | ----------- | ---------------------------------- | ---------------------------------- | ---------------------------------- | ---------------------------------- | --------------------------------- | --------------------------------- |
| Sofie De Saedelaere  | -78 kg      | /                                  | /                                  | /                                  | /                                  | Guusje Steenhuis                  | 0s1-101 (IPP)                     |
| Ilse Heylen          | -52 kg      | /                                  | /                                  | Odette Giuffrida                   | 0-0s1                              | /                                 | /                                 |
| Lola Mansour         | -70 kg      | /                                  | /                                  | Nino Odzelashvili                  | 101s1 - 0 (IPP)                    | Katarzyna Klys                    | 0-101s1 (IPP)                     |
| Roxane Taeymans      | -70 kg      | /                                  | /                                  | Valida Mirzazada                   | 101-0 (IPP)                        | Kim Polling                       | 0-100 (IPP)                       |
| Charline Van Snick   | -48 kg      | /                                  | /                                  | /                                  | /                                  | Leyla Aliyeva                     | 100-0 (IPP)                       |
| Joachim Bottieau     | -81 kg      | Ivaylo Ivanov                      | 0s2-100s1(IPP)                     | /                                  | /                                  | /                                 | /                                 |
| Sami Chouchi         | -73 kg      | Vadzim Shoka                       | 0s2-10s3                           | /                                  | /                                  | /                                 | /                                 |
| Benjamin Harmegnies  | +100 kg     | /                                  | /                                  | Iakiv Khammo                       | 0s1-10s1                           | /                                 | /                                 |
| Jasper Lefevere      | -66 kg      | /                                  | /                                  | Remus Lazea                        | 0-0s1                              | Sebastian Seidl                   | 0s1-100(IPP)                      |
| Toma Nikiforov       | -100 kg     | /                                  | /                                  | Miklos Cirjenics                   | 100s2-0s1 IPP                      | Domenico Di Guida                 | 110-0 (IPP)                       |
| Kenneth van Gansbeke | -66 kg      | /                                  | /                                  | Colin Oates                        | 1s1-0s1                            | /                                 | /                                 |
| Dirk Van Tichelt     | -73 kg      | /                                  | /                                  | Damian Szwarnowiecki               | 100-0 (IPP)                        | Kiyoshi Uematsu                   | 0-0s1                             |

| Athlète            | Quart de finale    | Quart de finale | Demi-finale          | Demi-finale | Repêchage         | Repêchage | Finale     | Finale    |
| ------------------ | ------------------ | --------------- | -------------------- | ----------- | ----------------- | --------- | ---------- | --------- |
| Charline Van Snick | Dilara Lokmanhekim | 101-0 (IPP)     | Irina Dolgova        | 100-0 (IPP) | /                 |           | Ebru Sahin | 1-0 (YUK) |
| Dirk Van Tichelt   | Nikola Gusic       | 100-0 (IPP)     | Nugzari Tatalashvili | 0s1-10s2    | /                 | /         | /          | /         |
| Toma Nikiforov     | Lukas Krpalek      | 0s1-0           | /                    | /           | Karl-Richard Frey | 100-1     | /          | /         |

Match pour la médaille de bronze :
| Athlète          | Match :       | Match :  |
| ---------------- | ------------- | -------- |
| Dirk Van Tichelt | Dex Elmont    | 10s3-0s3 |
| Toma Nikiforov   | Jorge Fonseca | 100-0s1  |

## Karaté
| Athlète     | Compétition   | 1/32 de finale (adversaire, score) | 1/32 de finale (adversaire, score) | 1/32 de finale (adversaire, score) | 1/32 de finale (adversaire, score) | 1/32 de finale (adversaire, score)  | 1/32 de finale (adversaire, score) | 1/16 de finale (adversaire, score) | 1/8 de finale (adversaire, score) | Quarts (adversaire, score) | Demi (adversaire, score) | Repêchages | Finale (adversaire, score) |
| ----------- | ------------- | ---------------------------------- | ---------------------------------- | ---------------------------------- | ---------------------------------- | ----------------------------------- | ---------------------------------- | ---------------------------------- | --------------------------------- | -------------------------- | ------------------------ | ---------- | -------------------------- |
| Nele de Vos | Kumite -61 kg | Tjasa Ristic bat Nele de Vos       | 7 - 0                              | Lucie Ignace bat Nele de Vos       | 2-0                                | Nele de Vos bat Irene Colomar Costa | 1-0                                | /                                  | /                                 | /                          | /                        | /          | /                          |

## Tir
| Athlète             | Compétition                  | Qualifications (total, rang) | Qualifications (total, rang) | Finale (total, rang) |
| ------------------- | ---------------------------- | ---------------------------- | ---------------------------- | -------------------- |
| Manon Hamblenne     | Pistolet à 10 m air comprimé | 366                          | 30e                          | /                    |
| Manon Hamblenne     | Pistolet à 25 m air comprimé | /                            | abandon (DNS)                | /                    |
| Stephanie Vercrusse | Carabine à 50 m 3 positions  | 568                          | 29e                          | /                    |
| Stephanie Vercrusse | Carabine à 10 m air comprimé | 403.7                        | 37e                          | /                    |
| Lionel Cox          | Carabine à 50 m couché       | 613.5                        | 19e                          | /                    |

## Natation
| Athlète                                                                       | Compétition        | Qualifications (temps, rang) | Qualifications (temps, rang) | Demi (temps, rang) | Demi (temps, rang) | Finale (temps, rang) | Finale (temps, rang) |
| ----------------------------------------------------------------------------- | ------------------ | ---------------------------- | ---------------------------- | ------------------ | ------------------ | -------------------- | -------------------- |
| Lotte Goris                                                                   | 100 m nage libre   | 57.58                        | 5e                           | 56.38              | 4e                 | 57.12                | 6e                   |
| Lotte Goris                                                                   | 200 m 4 nages      | 2:19.67                      | 4e                           | 2:19.46            | 5e                 | /                    | /                    |
| Lotte Goris                                                                   | 400 m 4 nages      | 4:54.30                      | 3e                           | /                  | /                  | 4:54.48              | 7e                   |
| Lise Michels                                                                  | 100 m brasse       | 1:12.09                      | 6e                           | 1:12.30            | 7e                 | /                    | /                    |
| Lise Michels                                                                  | 200 m brasse       | 2:34.99                      | 5e                           | 2:35.25            | 4e                 | /                    | /                    |
| Alexis borisavljevic                                                          | 100 m nage libre   | 50.59                        | 1er                          | 51.15              | 7e                 | /                    | /                    |
| Alexis borisavljevic                                                          | 200 m nage libre   | 1:52.55                      | 6e                           | /                  | /                  | /                    | /                    |
| Valentin borisavljevic                                                        | 100 m nage libre   | 51.64                        | 5e                           | /                  | /                  | /                    | /                    |
| Valentin borisavljevic                                                        | 200 m nage libre   | 1:51.83                      | 2e                           | 1:52.90            | 6e                 | /                    | /                    |
| Basten Caerts                                                                 | 100 m brasse       | 1:02.68                      | 3e                           | 1:02.34            | 2e                 |                      |                      |
| Basten Caerts                                                                 | 200 m brasse       | 2:15.47                      | 2e                           | 2:13.76            | 5e (T)             | 2:14.20              | 6e                   |
| Thomas Dal                                                                    | 200 m 4 nages      | 2:08.72                      | 9e                           | /                  | /                  | /                    | /                    |
| Thomas Dal                                                                    | 400 m 4 nages      | 4:26.67                      | 6e                           | /                  | /                  |                      |                      |
| Thomas Thijs                                                                  | 100 m nage libre   | 51.34                        | 7e                           | /                  | /                  | /                    | /                    |
| Thomas Thijs                                                                  | 200 m nage libre   | 1:51.96                      | 4e                           | 1:54.29            | 8e                 | /                    | /                    |
| Alexander Trap                                                                | 200 m nage libre   | 1:54.36                      | 9e                           | /                  | /                  | /                    | /                    |
| Alexander Trap                                                                | 400 m nage libre   | 4:02.09                      | 8e                           | /                  | /                  | /                    | /                    |
| Dries Vangoetsenhoven                                                         | 50 m papillon      | 24.70                        | 8e                           | 24.73              | 7e                 |                      |                      |
| Dries Vangoetsenhoven                                                         | 100 m papillon     | 55.09                        | 4e                           | 54.28              | 5e (T)             |                      |                      |
| Dries Vangoetsenhoven                                                         | 100 m nage libre   | 52.06                        | 7e                           | /                  | /                  | /                    | /                    |
| Logan Vanhuys                                                                 | 400 m nage libre   | 4:01.03                      | 7e                           | /                  | /                  | /                    | /                    |
| Logan Vanhuys                                                                 | 800 m nage libre   | 8:21.91                      | 7e                           | /                  | /                  | /                    | /                    |
| Logan Vanhuys                                                                 | 200 m papillon     | 2:10.71                      | 10e                          | /                  | /                  | /                    | /                    |
| Logan Vanhuys                                                                 | 400 m 4 nages      | 4:39.56                      | 9e                           | /                  | /                  | /                    | /                    |
| Alexis borisavljevicValentin borisavljevic Thomas Thijs Dries Vangoetsenhoven | 4*100 m nage libre | 3:24.71                      | 3e                           | /                  | /                  |                      |                      |
| Alexis borisavljevicValentin borisavljevic Thomas Thijs Alexander Trap        | 4*200 m nage libre | 7:29.91                      | 4e                           | /                  | /                  | 7:26.95              | 6e                   |

## Tennis de table
| Athlète           | Compétition | Qualifications (adversaire, score) | Qualifications (adversaire, score)         | Tour 1 (adversaire, score) | Tour 1 (adversaire, score)     | Tour 2 (adversaire, score) | Tour 3 (adversaire, score) | Tour 4 (adversaire, score) | Quarts (adversaire, score) | Demi (adversaire, score) | Finale (adversaire, score) |
| ----------------- | ----------- | ---------------------------------- | ------------------------------------------ | -------------------------- | ------------------------------ | -------------------------- | -------------------------- | -------------------------- | -------------------------- | ------------------------ | -------------------------- |
| Lisa Lung         | Simple      | Xia Lian Ni                        | 4-0 (11/8 11/4 11/1 11/6)                  | /                          | /                              | /                          | /                          | /                          | /                          | /                        | /                          |
| Cédric Nuytinck   | Simple      | Kalinikos Kreanga                  | 4-3 (13/11 8/11 11/7 10/12 7/11 11/5 11/6) | /                          | /                              | /                          | /                          | /                          | /                          | /                        | /                          |
| Jean-Michel Saive | Simple      | Kirill Skachkov                    | 1-4 (9/11 12/10 9/11 8/11 5/11)            | Kristian Karlsson          | 4-1 (11/4 11/7 11/4 9/11 11/6) | /                          | /                          | /                          | /                          | /                        | /                          |

## Taekwondo
| Athlète          | Compétition | 1/8 de finale (adversaire, score) | 1/8 de finale (adversaire, score) | Quarts (adversaire, score) | Quarts (adversaire, score) | Demis (adversaire, score) | Demis (adversaire, score) | Repêchage         | Repêchage         | Finale (adversaire, score) | Finale (adversaire, score) |
| ---------------- | ----------- | --------------------------------- | --------------------------------- | -------------------------- | -------------------------- | ------------------------- | ------------------------- | ----------------- | ----------------- | -------------------------- | -------------------------- |
| Indra Craen      | -49 kg      | Tijana Bogdanovic                 | (SER) 9 - 5 (BEL)                 |                            |                            |                           |                           | Lucija Zaninovic  | (CRO) 7 - 3 (BEL) |                            |                            |
| Jaouad Achab     | -68 kg      | Claudio Treviso                   | (ITA) 13 - 10 (BEL)               |                            |                            |                           |                           |                   |                   |                            |                            |
| Si Mohamed Ketbi | -58 kg      | Eryk Rodzik                       | (POL) 6 - 18 (BEL)                | Max Cater                  | (GBR) 3 - 13 (BEL)         | Rui Braganca              | (POR) 11 - 4 (BEL)        | Mahammad Mammadov | (AZE) 4 - 5 (BEL) |                            |                            |

## Triathlon
| Athlète            | Compétition | Natation | Transition 1 | Vélo    | Transition 2 | Course | Temps total | TBL   | Rang |
| ------------------ | ----------- | -------- | ------------ | ------- | ------------ | ------ | ----------- | ----- | ---- |
| Charlotte Deldaele | Dames       | 20:43    | 0:48         | 1:06:21 | 0:23         | 39:27  | 2:07:42     | +7:14 | 24e  |
| Sofie Hooghe       | Dames       | 21:52    | 0:53         | 1:05:10 | 0:31         | 39:00  | 2:07:26     | +6:58 | 22e  |
| Claire Michel      | Dames       | 21:51    | 0:48         | 1:05:21 | 0:29         | 35:41  | 2:04:10     | +3:42 | 8e   |
| Peter Denteneer    | Messieurs   | 19:36    | 0:43         | 57:34   | 0:23         | 35:29  | 1:53:45     | +5:14 | 30e  |

nb : Le parcours de vélo est constitué de 6 tours, celui d'athlétisme de 2 tours. "TBL" désigne "Time behind leader" ; Il s'agit de la différence du meilleur temps et du temps de l'athlète.

## Volleyball

### Tournoi masculin
La Belgique fera partie de la poule B comprenant l'Allemagne, la Bulgarie, l'Italie, la Russie et la Slovaquie.
| Athlète           | Tour de qualification (voir phases de poules) | Quarts (adversaire, score) | Demi (adversaire, score) | Finale (adversaire, score) |
| ----------------- | --------------------------------------------- | -------------------------- | ------------------------ | -------------------------- |
| Gertjan Claes     |                                               |                            |                          |                            |
| Jolan Cox         |                                               |                            |                          |                            |
| Sander Depovere   |                                               |                            |                          |                            |
| Dries Heyrman     |                                               |                            |                          |                            |
| Niels Huysegoms   |                                               |                            |                          |                            |
| Lou Kindt         |                                               |                            |                          |                            |
| Yves Kruyner      |                                               |                            |                          |                            |
| François Lecat    |                                               |                            |                          |                            |
| Florian Malisse   |                                               |                            |                          |                            |
| Jelle Ribbens     |                                               |                            |                          |                            |
| Tomas Rousseaux   |                                               |                            |                          |                            |
| Lowie Stuer       |                                               |                            |                          |                            |
| Arno Van de Velde |                                               |                            |                          |                            |
| Robbe Vandeweyer  |                                               |                            |                          |                            |

#### Phases de poules
Classement :
| # | Nation    | MJ | Points |
| - | --------- | -- | ------ |
| 1 | Allemagne | 5  | 12     |
| 2 | Russie    | 5  | 9      |
| 3 | Bulgarie  | 5  | 8      |
| 4 | Slovaquie | 5  | 6      |
| 5 | Belgique  | 5  | 3      |
| 6 | Italie    | 5  | 1      |

matchs :
bat 
3 sets a 2 (25-16/23-25/25-20/23-25/15-11)
bat 
3 sets a 0 (25-18/25-18/25-23)
 bat 
3 sets a 2 (26-24/16-25/25-19/12-25/15-13)
 bat 
3 sets a 1 (25-22 / 19-25 / 25-21 / 25-19)
 bat 
3 sets a 0 (25-22 / 25-11 / 25-21)

### Tournoi féminin
La Belgique fera partie de la poule A comprenant l'Azerbaïdjan, l'Italie,la Pologne, la Roumanie et la Turquie.
| Athlète           | Tour de qualification (voir phases de poule) | Quarts (adversaire, score) | Demi (adversaire, score) | Finale (adversaire, score) |
| ----------------- | -------------------------------------------- | -------------------------- | ------------------------ | -------------------------- |
| Freya Aelbrecht   |                                              |                            |                          |                            |
| Jasmien Biebauw   |                                              |                            |                          |                            |
| Maud Catry        |                                              |                            |                          |                            |
| Sarah Cools       |                                              |                            |                          |                            |
| Valérie Courtois  |                                              |                            |                          |                            |
| Kaja Grobelna     |                                              |                            |                          |                            |
| Laura Heyrman     |                                              |                            |                          |                            |
| Charlotte Leys    |                                              |                            |                          |                            |
| Britt Ruysschaert |                                              |                            |                          |                            |
| Dominika Strumilo |                                              |                            |                          |                            |
| Ilka Van de Vyver |                                              |                            |                          |                            |
| Lise Van Hecke    |                                              |                            |                          |                            |
| Els Vandesteene   |                                              |                            |                          |                            |
| Jolien Wittock    |                                              |                            |                          |                            |

#### Phases de Poules
Classement :
| # | Nation      | MJ | Points |
| - | ----------- | -- | ------ |
| 1 | Azerbaïdjan | 5  | 11     |
| 2 | Turquie     | 5  | 10     |
| 3 | Pologne     | 5  | 9      |
| 4 | Belgique    | 5  | 6      |
| 5 | Roumanie    | 5  | 3      |
| 6 | Italie      | 5  | 3      |

matchs:
-  bat 
3 sets à 0 (25-22 / 25-20 / 25-20)
-  bat 
3 sets à 0 (25-21 / 25-21 / 25-23)
- bat 
3 sets à 0 (16-25 / 15-25 / 18-25)
-bat 
3 sets à 2 (25-21 / 22-25 / 25-20 / 21-25 / 15-6)
-  bat 
3 sets à 2 (25-22 / 21-25 / 23-25 / 25-22 / 16-14)